# Енн Вероніка
«Енн Вероніка» (англ. Ann Veronica) — роман англійського письменника Герберта Веллса. Опублікований в 1909 році.

## Сюжет
Енн Вероніка, 22-річна дочка містера Стенлі та учениця жіночого коледжу Тредголд, планує відвідати бал у заможної артистичної сім’ї, яка живе неподалік. Але її батько силоміць не пускає її, а також без пояснень накладає різні інші обмеження. Тоді Енн покидає свій дім у вигаданому передмісті південного Лондона Морнінгсайд-Парк, щоб жити самостійно в квартирі «на вулиці біля Гемпстед-роуд» у Північному Лондоні.
Кілька людей відвідують Енн Вероніку, марно прохаючи її повернутися до батька. Згодом Енн Вероніка розуміє, що їй бракує досвіду для того, щоб отримати високооплачувану роботу. Вона позичає гроші в свого сусіда, старого містера Реміджа.
На ці гроші Енн Вероніка навчається в лабораторії Центрального імперського коледжу, де зустрічає 30-річного лаборанта Кейпса і закохується в нього. Кейпс одружений, але з дружиною не бачиться, живучи окремо. Старий Реймідж намагається зґвалтувати Енн Вероніку. Вона тимчасово покидає навчання та приєднується до суфражистського руху. Її заарештовують під час штурму парламенту і вона місяць проводять у в'язниці.
Розчарована, Енн Вероніка повертається в дім свого батька і обіцяє одружитися з Губертом Меннінгом, залицяльником, якого не любить. Однак невдовзі вона змінює рішення, відмовляється від заручин і каже Кейпсу, що кохає його. Кейпс наполягає, що вони не можуть бути разом, оскільки в нього вже заплямована репутація через розірваний шлюб, але потім піддається.
Кейпс вирішує покинути роботу в коледжі, щоб жити з Енн Веронікою, і вони проводять медовий місяць у Альпах. Пізніше пара оселяється в Лондоні. Кейпс став успішним драматургом, а Енн Вероніка вагітна і помирилася з родиною.